# Diamonds (OD-album)
Diamonds är ett musikalbum av manskören Orphei Drängar under ledning av Robert Sund som gavs ut 2003. Sångerna på skivan är samlade spår skrivna för manskörer utvalda av OD. På skivan medverkar även pianisten Folke Alin som dirigent.

## Innehåll
1. "Quatre petites prières de Saint François d’ Assise": (Text: Franciskus av Assisi – musik: Francis Poulenc) – 6:39
  1. "Modéré, mais sans lenteur" – 2:12
  2. "Majestueux et éclatant" – 1:22
  3. "Très expressif et fervent" – 1:11
  4. "Bien calme" – 1:41

  - Gunnar Sundberg — soloist
2. "Psaume 121" (Text: Paul Claudel – musik: Darius Milhaud) – 3:00
3. "Gryningsvind" (Text: Petter Bergman – musik: Daniel Börtz) – 6:11
4. "Muistse mere laulud" (Text: Trad. – musik: Veljo Tormis) – 8:51
  - Greger Erdös — soloist
5. "Iltapilviä" (Text: Veikko Antero Koskenniemi – musik: Toivo Kuula) – 2:47
6. "Saltarelle" (Text: Émile Deschamps – musik: Camille Saint-Saëns) – 5:15
7. "Traumlicht" (Text: Friedrich Rückert – musik: Richard Strauss) – 4:29
8. "Tarantella" (Text: Hilaire Belloc – musik: Randall Thompson) – 7:40
  - Folke Alin — piano
9. "Composition for Chorus No. 6:2" (Text: Trad. – musik: Michio Mamiya) – 2:19
10. "Slovenská pieseň" (Text: Ján Smrek – musik: Eugen Suchoň) – 5:21
11. "Zornička": (Text: Trad. – musik: Jaroslav Křička) – 9:29
  1. "Vysoko zornička" – 2:42
  2. "Prešporská kasárňa" – 2:13
  3. "Kdo má počernú galánku" – 4:26
12. "Muoɔαaəyiyωɔoum" (Anders Hillborg) – 9:19

- Total tid: 74:06

## Medverkande
- Orphei Drängar
- Robert Sund — dirigent
- Folke Alin — dirigent (6-10, 12), piano (11)